# شيعة السعودية
الشيعة في السعودية هم المواطنون السعوديون المسلمون الذين ينتمون إلى الطائفة الشيعية في السعودية، أغلبهم من الشيعة الاثني عشرية، وبعضهم من الشيعة الإسماعيلية وهناك أقلية صغيرة من الشيعة الزيدية.

## تاريخهم
إن تاريخ التشيع في السعودية هو ذاته تاريخ وجود الإسلام ففي السعودية توجد مكة والمدينة وفيهما عاش النبي محمد وأهل البيت، وتاريخ التشيع في المنطقة قديم، وبعضهم يعود به إلى عهد الإمام علي ابن أبي طالب الخليفة الرابع. وقد أنجبت المنطقة العديد من الصحابة والتابعين والشعراء المبرزين، وتميزت المنطقة (البحرين القديمة) باندلاع الثورات والانتفاضات المبكرة ضد الدولة الأموية ثم الدولة العباسية والتي تكللت بسيطرة القرامطة في نهاية القرن الثالث الهجري التي جعلوها قاعدة لحكمهم ومنطلقا لحملاتهم ضد المراكز والعواصم العربية العراق والشام ومصر، واستمرت سيطرتهم قرابة 150 عاما.
والقرامطة من الناحية المذهبية ينتسبون إلى فرقة الإسماعيلية، وفي عهدهم جرى استحداث الكثير من التنظيمات الإدارية والعسكرية والقانونية والاجتماعية ذات المدى المتقدم والمتطور التي تأخذ بعين الاعتبار مصالح الغالبية من السكان والتي لا تزال جذورها قائمة في بعض الأنماط الاقتصادية الاجتماعية التقليدية مثل الزراعة والحرف والصيد، كما اتسم البناء السياسي والاجتماعي للقرامطة بالديمقراطية العسكرية.

## تمركزهم
في مناطق وأقاليم مختلفة من المملكة العربية السعودية، ففي المنطقة الشرقية يشكل الشيعة نسبة معينة من السكان، في محافظة القطيف ومحافظة الاحساء و يتواجدون في غيرهما من محافظات شرق السعودية وهم مذهبيا ينتمون إلى الشيعة الإثني عشرية، وكذلك الأمر ينطبق على شيعة المدينة المنورة غرب السعودية و متواجدين في بعض القرى التابعة للمدينة المنورة مثل قرية أبو ضباع. أما الشيعة الإسماعيلية فينتشرون في الجنوب وبخاصة في نجران بين قبائل يام، كما ينتشر الشيعة الزيدية في مناطق عدة من المنطقة الجنوبية والغربية.

## مقدساتهم
وفي السعودية مجموعة من المقدسات الدينية لدى المسلمين الشيعة، فمكة المكرمة تحتوي على المسجد الحرام وما فيه من مقدسات، والمدينة المنورة تحتوي على:
- المسجد النبوي.
- مقبرة البقيع: ولها مكانة خاصة لدى الشيعة لاحتوائها على قبر الحسن بن علي بن أبي طالب، وقبر علي بن الحسين، وقبر محمد الباقر، وقبر جعفر الصادق، وكذلك يحتوي على قبور: الصحابي عثمان بن مظعون، محمد بن الحنفية، وعمَّتا النَّبي صفية وعاتكة، وإبراهيم بن رسول الله، وفاطمة بنت أسد والدة علي بن أبي طالب، والعباس بن عبد المطلب، وأمهات المؤمنين، وأم البنين زوجة علي بن أبي طالب، وعقيل بن أبي طالب، ومحمد بن زيد بن علي بن الحسين، وإسماعيل بن جعفر الصادق، والمقداد بن الأسود الكندي، وجابر بن عبد الله الانصاري، وقتلى وقعة الحرة.

## النسبة
لا تقوم الحكومة السعودية بالسؤال عن العقيدة الأشخاص عند القيام بإحصاء للتعداد السكاني، لكن بحسب بعض الاحصاءات تقدر نسبة الشيعة في السعودية بما بين 5% وقد أوصلتها بعض المصادر الشيعية إلى 15%.

## مرجعيتهم الدينية
ولا يتبع الشيعة الإمامية في السعودية، مرجعية دينية واحدة كما أن رجوعهم هو رجوع فقهي فقط، حيث يشترط الأعلمية والأعلمية بحسب الفقه الشيعي لا يشترط حمل صاحبها جنسية معينة؛ وبحسب باحثين فإن غالبية شيعة الخليج العربي يقلدون آية الله علي السيستاني في العراق الذي يعد علمًا من أعلام المدرسة الأصولية، غير أن هناك ممن يقلدون آية الله صادق الشيرازي أحد أعلام المدرسة الإخبارية، وهذا عائد بين التوّجه الفكري للمقلّد، بين أصولي أو إخباري.[بحاجة لمصدر]

## بين الشيعة والسلطة
التقى الملك فهد مع العديد من أتباع الصفار وفي أكتوبر 1993 تم التوقيع على الاتفاق. و وعد الملك فهد على العمل من أجل تحسين أوضاع الشيعة في المملكة العربية السعودية، وطلب القضاء على مصطلحات مهينة الشيعة من الكتب المدرسية، وإزالة بعض أشكال أخرى من التمييز الصريح، وسمح لكثير من المعارضين الشيعة السعوديين للعودة إلى المملكة العربية السعودية، وغيرها من الأعمال. في المقابل، تم حل الحركة الإصلاحية واتفق أعضاؤها رسميا إلى التنصل من الجماعات والحركات الخارجية.
1. إحتجاجات الربيع العربي في السعودية
2. انتفاضة محرم
3. أحداث نجران (2000)[9]

## بعض أعلام المسلمين الشيعة السعوديين
| من الأحساء - حسين العايش - حسين الراضي من القطيف - حسن الصفار - منير الخباز - نمر باقر النمر من مدن أخرى - الشيخ محمد علي العمري من أعلام المدينة المنورة. - السيد محمد باقر الناصر من أعلام مدينة الخبر. - مجد الدين المؤيدي من رموز الزيدية في السعودية. | - عبد المحسن النمر: ممثل - علي السبع: ممثل - أسيل عمران: مغنية وممثلة | - تيسير الجاسم: لاعب كرة قدم في نادي الأهلي السعودي - حسن الراهب: لاعب كرة قدم في نادي النصر السعودي - ياسر المسيليم: حارس مرمى منتخب السعودية لكرة القدم - تيسير آل نتيف: حارس مرمى | - توفيق السيف (مفكر وباحث ديني وسياسي ومؤلف سعودي مهتم بقضايا التنمية السياسية) - عبد الهادي الفضلي (رئيس قسم اللغة العربية في جامعة الملك عبدالعزيز بجدة) - علي اليامي (من أعلام نجران من الطائفة الإسماعيلية) - جاسم الصحيح (شاعر من الإحساء) - نهاد الجشي (طبيبة من الأحساء، وهي عضو في مجلس الشورى السعودي) - كوثر الأربش (كاتبة من القطيف، وهي عضو في مجلس الشورى السعودي) |